# Sándor Kisfaludy
Sándor Kisfaludy (27. února 1772 Sümeg – 28. října 1844 tamtéž) byl maďarský básník, průkopník raně romantických tendencí v maďarské poezii, starší bratr dramatika Károlyho Kisfaludyho.

## Život
Pocházel ze šlechtické rodiny. Nejprve studoval filosofii a právo v Prešpurku (nyní Bratislava), ale roku 1792 vstoupil do armády a sloužil ve Vídni. Roku 1793 byl převelen do Milána, a když roku 1796 město dobyl Napoleon Bonaparte, byl poslán jako zajatec do Provence. Byl propuštěn díky výměně zajatců a pokračoval ve vojenské službě v Klagenfurtu a odtud byl převelen do Württemberska. Roku 1799 se zúčastnil bojů s francouzskými vojsky na Rýně a pak ukončil svou vojenskou kariéru. Roku 1800 se oženil se svou láskou z mládí, Rózou Szegedyovou.

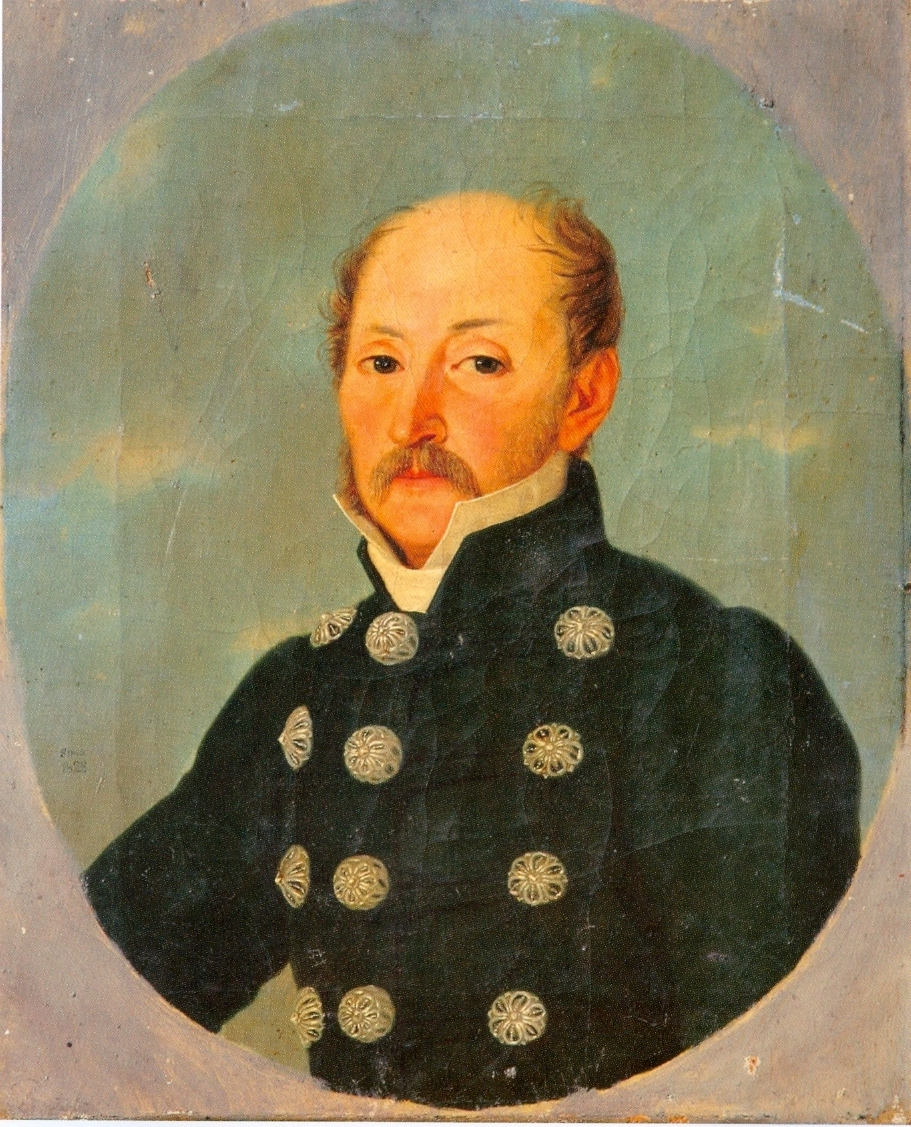
Básníkův portrét z roku 1828

Roku 1801 vydal první část své sbírky milostných básní Himfy szerelmei (Lásky Himfyho), které byly napsány převážně ještě ve francouzském zajetí a díky kterým se stal obdivovaným básníkem. Ve spolupráci se svým mladším bratrem, dramatikem Károlym Kisfaludym, založil roku 1822 almanach Aurora, kolem kterého se soustředili nastupující maďarští romantičtí autoři jako József Bajza, Ferenc Toldy, Mihály Vörösmarty nebo Gergely Czuczor.
Roku 1830 se stal členem Uherské akademie věd a o pět let později byl zvolen jejím čestným členem. Roku 1832 mu zemřela manželka, což zpočátku velmi těžce nesl, ale roku 1834 se znovu oženil s Amálií Vajdou, které bylo v té době dvacet jedna let. Roku 1836 se stal zakládajícím členem Kisfaludyho společnosti (Kisfaludy Társaság), což byla literární společnost v Pešti pojmenovaná po jeho mladším bratrovi, která patřila k nejvýznamnějším literárním institucím v Uhrách. Roku 1841 zemřela jeho druhá manželka na zápal plic. Poslední roky svého života pak strávil ve svém rodném městě, kde roku 1844 zemřel.
Proslul především jako lyrik. Ovlivněn Francescem Petrarcou se stal mistrem sonetů, psaných písňovou strofou (dle vzorce ababcdcdeeff), která se podle díla, ve kterém je především využita, nazývá Himfyho strofa. Méně známé jsou jeho epické práce, především zveršované historické pověsti. Do maďarštiny přeložil části Tassova Osvobozeného Jeruzaléma a Montesquieův Chrám Gnidský. Jako dramatik příliš neuspěl.

## Výběrová bibliografie

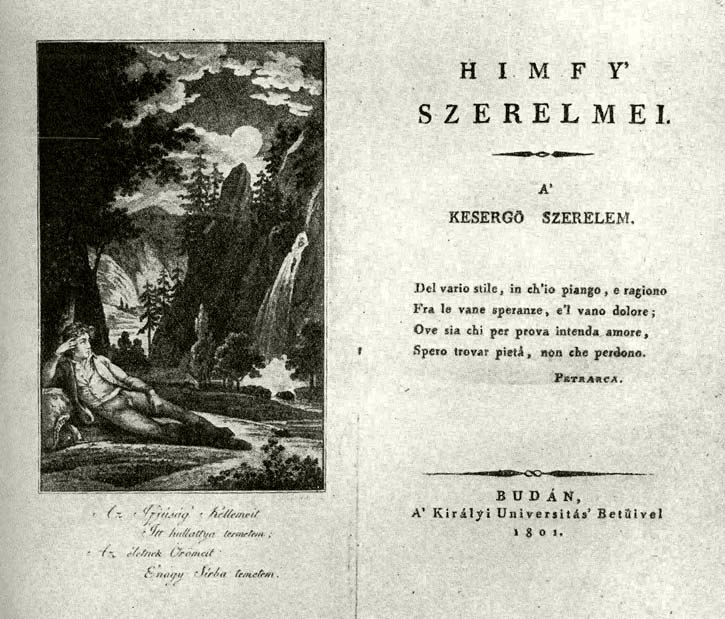
První vydání Lásek Himfyho z roku 1801

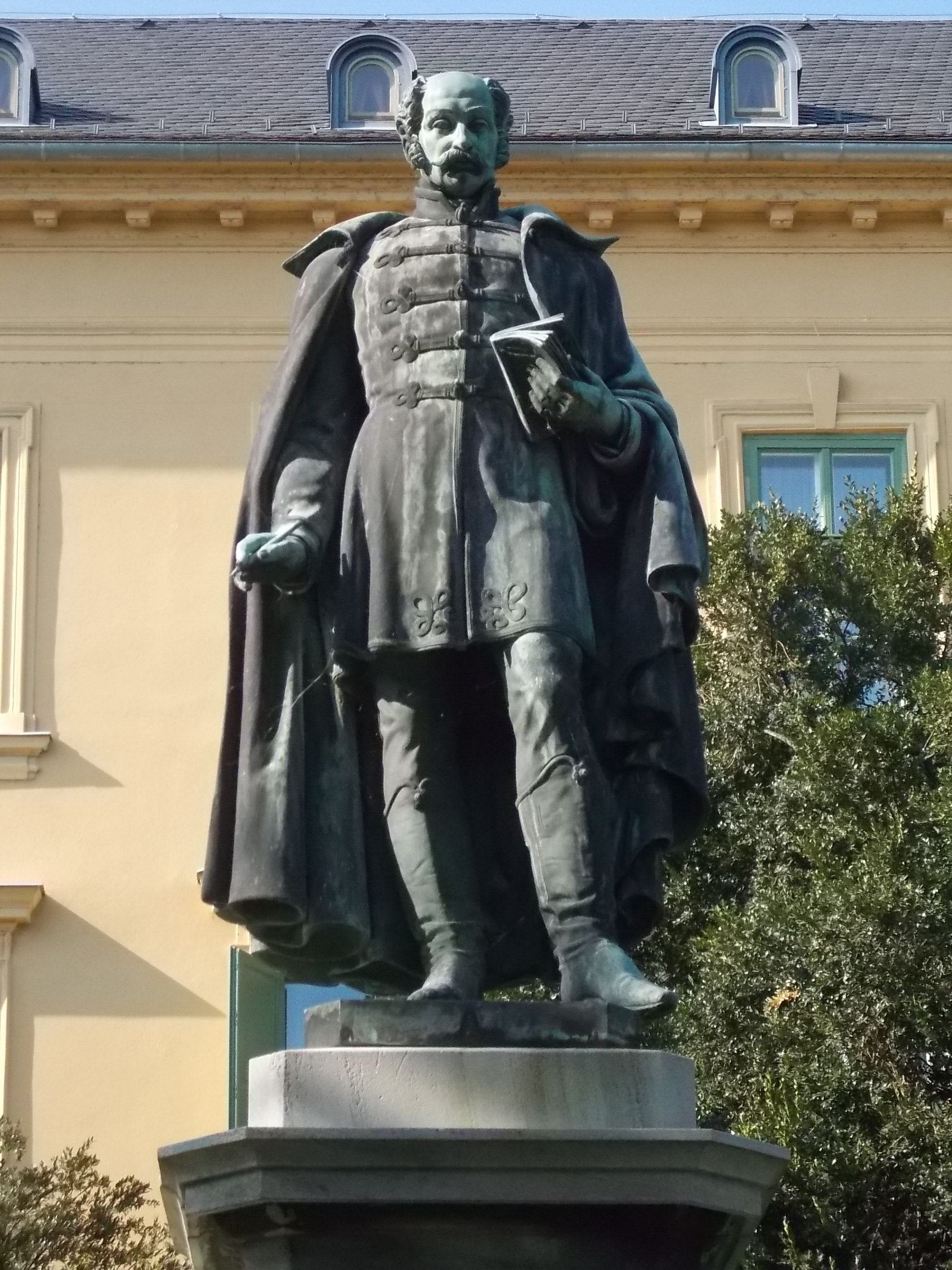
Kisfaludyho památník, Balatonfüred

- Napló és franczia fogságom (Deník a mé francouzské vězení), literární zápisky z roku 1796, vydáno 1962.
- Himfy szerelmei (Lásky Himfyho), dvoudílná básnická sbírka, komponovaná jako milostný román, prokazující jednak velký vliv Rosy Szegedyové, který měla na básníka před i po jejich sňatku, jednak vliv pobytu v Provenci během básníkova zajetí. Jednotlivé díly nesou následující názvy:
  - 1. A kesergő szerelem (1801, Hořká láska),
  - 2. A boldog szerelem (1807, Šťastná láska).
- Regék a magyar előidőből (1807, Pověsti z maďarského dávnověku), veršované historické pověsti.
- Hazafiúi szózat a magyar nemességhez (1809, Vlastenecká výzva k maďarské šlechtě).
- Hunyady János (1816, János Hunády), historické drama.